# فوکوچی، فوکوئوکا
فوکوچی، فوکوئوکا (به لاتین: Fukuchi, Fukuoka) یک منطقهٔ مسکونی در ژاپن است که در استان فوکوئوکا واقع شده‌است. فوکوچی  ۲۵٬۵۴۱ نفر جمعیت دارد.